# Église Saint-Nicolas de Štrpce
Pour les articles homonymes, voir Église Saint-Nicolas.
L'église Saint-Nicolas de Štrpce (en serbe cyrillique : Црква светог Николе у Штрпцу ; en serbe latin : Crkva svetog Nikole u Štrpcu) est une église orthodoxe serbe située à Štrpce/Shtërpcë, au Kosovo. Construite en 1576 et 1577, elle dépend de l'éparchie de Ras-Prizren et est inscrite sur la liste des monuments culturels d'importance exceptionnelle de la république de Serbie.